# Science-Fiction-Jahr 1964
Übersicht

◄◄ | ◄ | 1960 | 1961 | 1962 | 1963 | Science-Fiction-Jahr 1964 | 1965 | 1966 | 1967 | 1968 | ► | ►►

Weitere Ereignisse